# راتنشاند هيراشاند
كان راتانشاند هيراشاند دوشي (1902-1981) سليلًا من مجموعة (الشاند)، وهو رجل صناعي معروف ومحسن ومناضل من أجل الحرية وزعيم اجتماعي (لجاين). 
كان هيراشاند دوشي الابن من الزوجة الثانية وكان اخوه غير الشقيق لوالشاند هيراشاند، الذي ولد من الزوجة الأولى. ولد في سولابور في ولاية ماهاراشترا في عائلة جاين من أصل غوجاراتي. كان اسم إخوته الآخرين جولابشاند هيراشاند ولالتشاند هيراشاند.
عندما نشأ، انضم إلى شقيقه، والشاند وخدم شركات المجموعة المختلفة مثل Scindia Steam Navigation Company Ltd. وصناعات والشندر شركة هندوستان آيرونوتيكس و سكر رافالجاون وبناء هندوستان والسيارات الرائدة وما إلى ذلك. هيوم بايب، عين راتانش ومديرها المسؤول. علاوة على ذلك، ترأس مجموعة كوبر للهندسة، لعدة سنوات.
كما عمل في العديد من اللجان ولجنة التخطيط في عقد من عام 1940.
علاوة على ذلك، نشر العديد من الكتب عن دين جاين والتي لوحظ كتاب بعنوان دين اهيمسا نُشر في عام 1957. كما نشر في الماراثية، وكذلك باللغة الهندية، سير ذاتية عن والده سيث هيراشاند نمشاند وآخرين مثل ديناناث بابوجي وماغودكار، إلخ.
كان أمينًا للعديد من المدارس والكليات والمستشفيات التي تديرها مجموعة والشاند.
نجا من قبل ابنه، راجاس دوشي، وهو مدير في العديد من شركات مجموعة والشاند